# アンパン・パーク駅
アンパン・パーク駅 （アンパン・パークえき、マレー語:Stesen Ampang Park ）は、マレーシアのクアラルンプールにある、ラピドKL (RapidKL) クラナ・ジャヤ線 (Kelana Jaya Line) の駅である｡KLCC地区にも比較的近い。

## 歴史
- 1999年6月1日開業

## 駅構造
島式ホーム1面2線をもつ地下駅である。

## 駅周辺
- The LINC KL（ショッピングモール）
- インターコンチネンタル クアラルンプール（旧ホテル・ニッコー・クアラルンプール）
- ダブルツリー バイ ヒルトン ホテル クアラルンプール
- タイ王国大使館